# Tyspanodes purialis
Tyspanodes purialis là một loài bướm đêm trong họ Crambidae.